# Dendrite (cristal)
Pour les articles homonymes, voir Dendrite.
 (août 2019).
Si vous disposez d'ouvrages ou d'articles de référence ou si vous connaissez des sites web de qualité traitant du thème abordé ici, merci de compléter l'article en donnant les références utiles à sa vérifiabilité et en les liant à la section « Notes et références ».

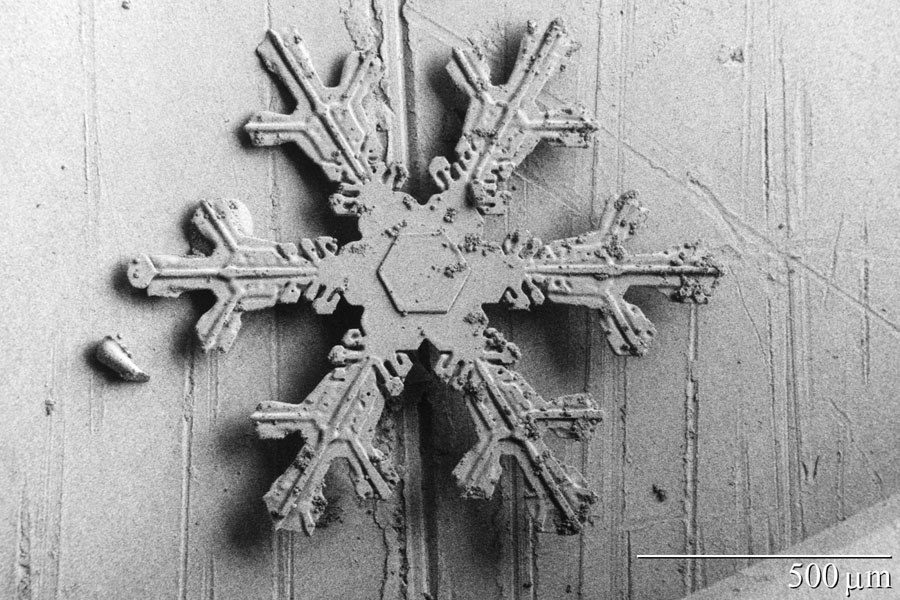
Dendrites d'un flocon de neige ; micrographie électronique.

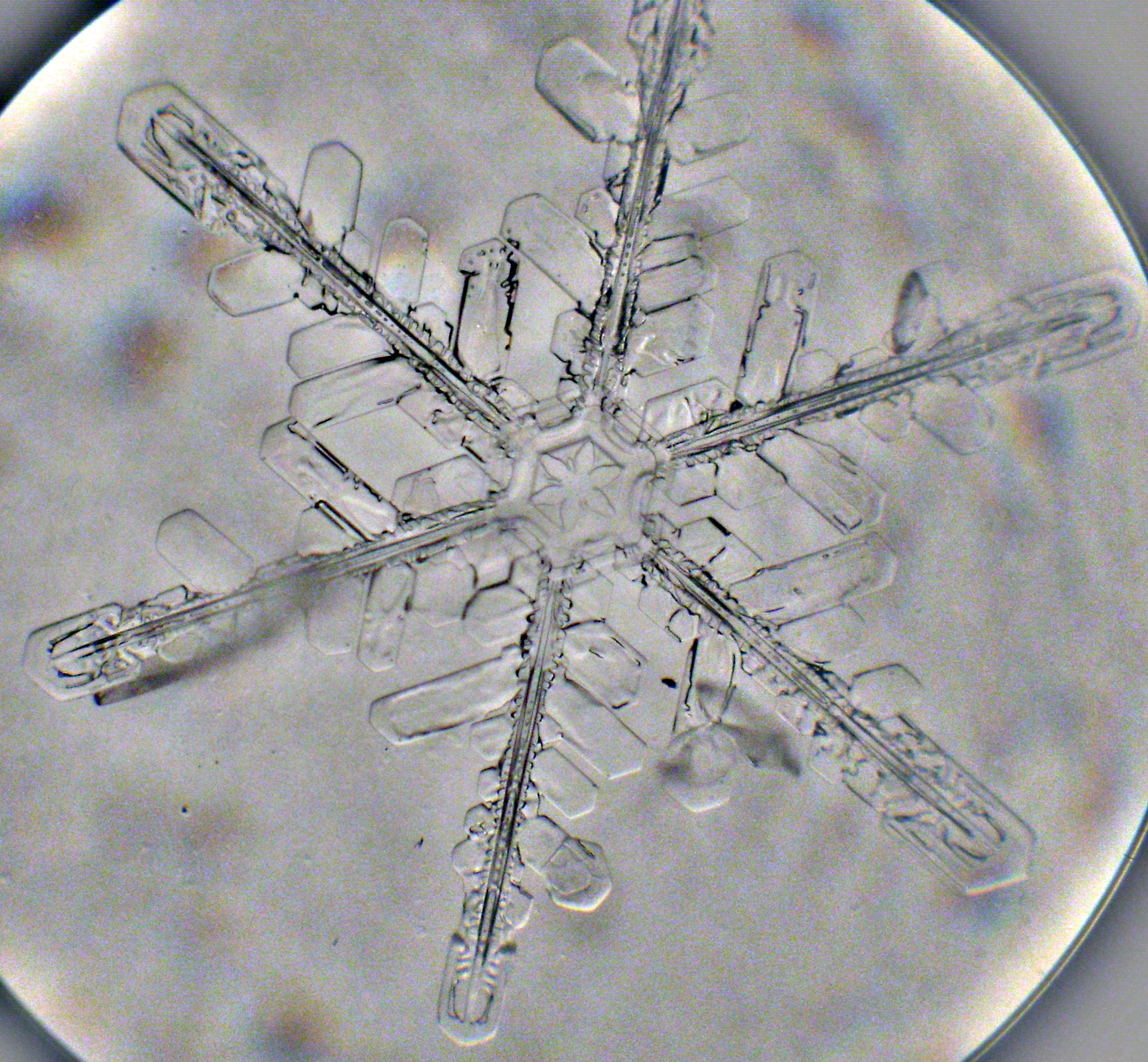
Dendrites d'un flocon de neige ; microscopie optique.

Une dendrite est un cristal ramifié, en forme d'arbre (du grec dendron) : il présente un tronc avec des branches.
Les dendrites apparaissent lors de la solidification.

## Mécanisme de formation

Formation de dendrites.

Morphologie cristalline de solidification typique d'un lingot.

Considérons un liquide dans un récipient (moule). Lorsque la température diminue, le liquide atteint sa température de solidification. Le refroidissement se fait par l'extérieur et la chaleur met du temps à diffuser vers les bords (voir conduction thermique et loi de Fourier). Le centre du liquide est donc plus chaud que les bords.
En conséquence, la solidification commence par les bords, et ce d'autant plus que ceux-ci peuvent présenter des aspérités formant des sites de germination (la tension superficielle y est localement plus basse, voir l'article surfusion).
On a donc un front de solidification qui est initialement parallèle aux parois du récipient : la couche de solide est globalement homogène. Les atomes du liquide se positionnent plus facilement selon certains plans cristallins que d'autres ; on a donc des cristaux dont une direction dense est perpendiculaire à la paroi. Cette structure est dite « colonnaire », on parle de « texture de solidification ».
Cependant, ce front plan n'est en général pas stable : la moindre variation de gradient de température ou de composition chimique va accélérer ou ralentir la croissance. Le front de solidification devient ondulé, les « pics » des ondulations formant les « troncs » des dendrites. La croissance se faisant préférentiellement selon les directions denses des cristaux, des « branches » vont croître sur les côtés des troncs, ce qui donne naissance aux dendrites. En effet, les flancs du tronc sont eux-mêmes des fronts de solidification, les fronts de solidification plans n'étant pas stables… Les branches elles-mêmes vont donner naissance à des ramifications, prenant ainsi une structure fractale.
Avec la croissance, les dendrites s'affinent. Leur extrémité devient fragile et casse sous l'effet de la convection du liquide au centre. Ces bouts de dendrite forment des germes de cristaux, et l'on a donc en général une structure équiaxe au milieu du lingot : on a des petits cristallites n'ayant pas d'orientation préférentielle.

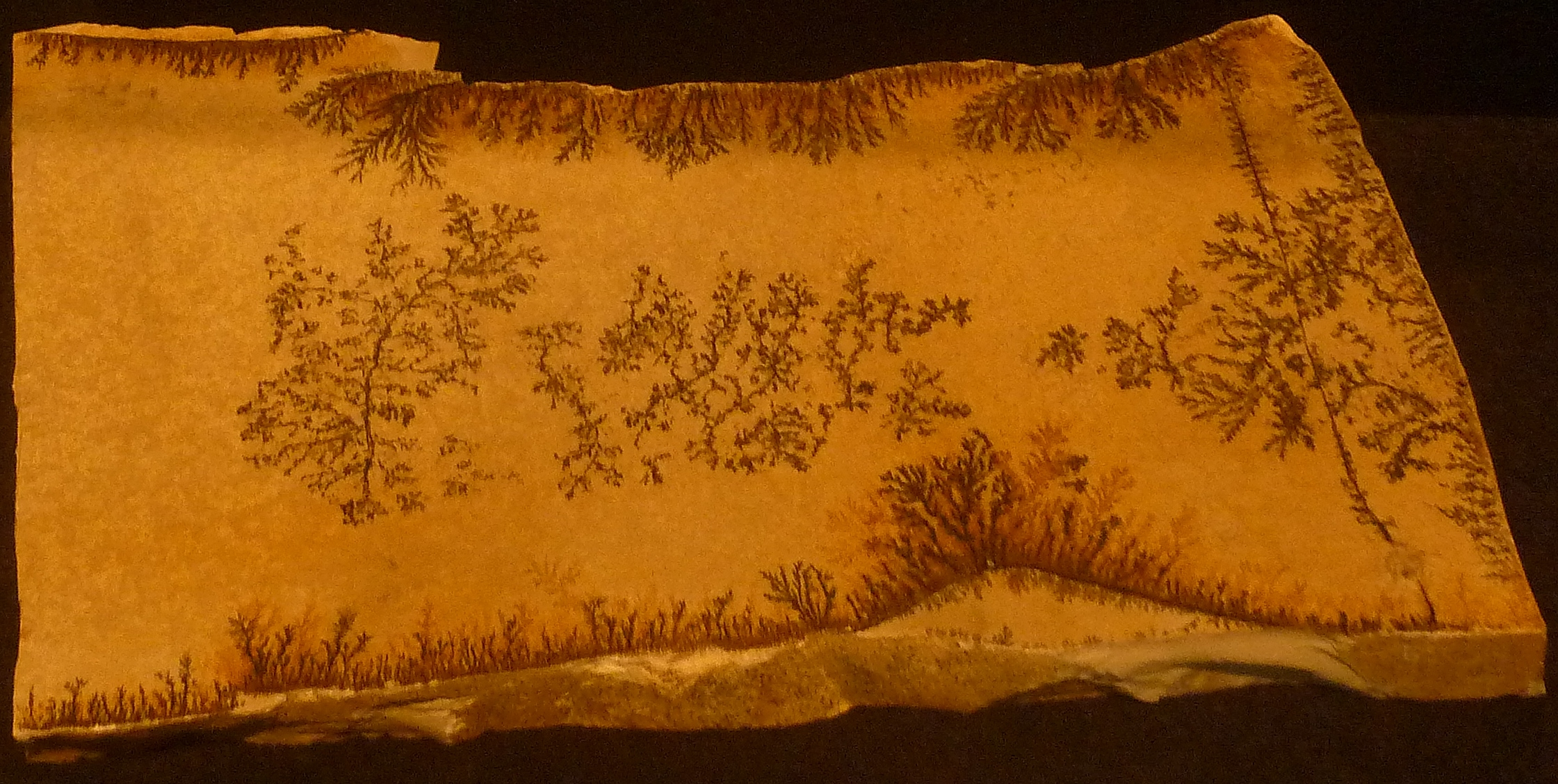
Dendrites de manganèse sur aplite (trouvées à Scrignac) (Maison des minéraux de Crozon)